# Thoiry (Yvelines)
Thoiry /twaˈʀi/ è un comune francese di 1 150 abitanti situato nel dipartimento degli Yvelines nella regione dell'Île-de-France.

## Società

### Evoluzione demografica
Abitanti censiti